# Denis Bra Kanon
Denis Bra Kanon est un homme politique ivoirien proche du Parti démocratique de Côte d'Ivoire (PDCI), originaire de l'ouest de la Côte d'Ivoire, né dans les années 1930 et mort le 10 juin 2009. 
Il occupe durant quinze ans le poste de ministre en Côte d’Ivoire, il est Ministre de l'Agriculture dans différents gouvernements de Félix Houphouët-Boigny et Maire de Daloa. Il fait partie des grandes figures de la politique du PDCI sous Boigny, comme Maurice Séri Gnoléba, Laurent Dona Fologo, Auguste Débray et Vincent Lokrou.
À partir de 2006, il participe à un Programme d'insémination artificielle au Mali avec Jacques Bachelier (agro-éleveur français) et Jean Luc Kress (généticien français).